# Eleições legislativas no Punjabe (2007)
As eleições legislativas de 2007 no Punjabe elegeram os 117 deputados do Parlamento do Punjabe, referentes aos vinte distritos daquele estado indiano. Este acto eleitoral decorreu numa única fase, no dia 13 de Fevereiro de 2007.
Estiveram na corrida 1.055 candidatos dos quais 56 eram mulheres. Os Círculos Eleitorais com mais candidatos foram Ludhiana rural e Patiala cidade com 18 cada. O Círculo com menos candidatos foi Dasuya, com apenas 3. Ludhiana rural foi também o Círculo Eleitoral com mais eleitores (465.263).
Cada um dos 20 Distritos elege um número variável de deputados
| Distrito         | Lugares |
| ---------------- | ------- |
| Gurdaspur        | 11      |
| Amritsar         | 11      |
| Tarn Taran       | 5       |
| Jalandhar        | 10      |
| Nawan Shahr      | 3       |
| Kapurthala       | 4       |
| Hoshiarpur       | 8       |
| Ludhiana         | 12      |
| Ropar            | 3       |
| S.A.S. Nagar     | 3       |
| Patiala          | 7       |
| Fatehgarth Sahib | 2       |
| Sangrur          | 7       |
| Barnala          | 3       |
| Firozepur        | 8       |
| Moga             | 4       |
| Faridkot         | 3       |
| Muktsar          | 4       |
| Bhatinda         | 5       |
| Mansa            | 4       |

Estavam inscritos nos cadernos eleitorais 16.716.498 eleitores dos quais votaram 12.647.691 (6.546.950 homens e 6.100741 mulheres). A afluência às urnas foi de 76%.
Em relação ao número de candidatos, dos 37 partidos que se apresentaram às eleições destacaram-se o Indian National Congress (116), o Bahujan Samaj Party (115) e o Shiromani Akali Dal (93). Merece ainda destaque o número de candidatos independentes (438).

## Resultados
O Shiromani Akali Dal, partido regional Sikh, conseguiu o maior número de lugares, seguido pelo Indian National Congress, partido que se encontra no momento a governar o país. O principal partido da oposição nacional, o Bharatiya Janata Party ficou representado no Assembleia do Punjab, com um número mais modesto de constituintes.
| Partido                  | Lugares |
| ------------------------ | ------- |
| Shiromani Akali Dal      | 49      |
| Indian National Congress | 44      |
| Bharatiya Janata Party   | 19      |
| Independentes            | 5       |
| Total                    | 117     |